# 陸頌雄
陸頌雄，JP（1978年9月21日—），籍貫廣東三水，香港工會聯合會成員，香港青年時事評論員協會會董，現任香港立法會議員（選舉委員會），曾任元朗區議會民選議員（天恒）。

## 背景
父親陸德成曾於1967年六七暴動期間，在太古船塢工會會所被捕，被控非法集會入獄。陸頌雄曾就讀旅港增城同鄉會兆霖學校、中華基督教會何福堂書院以及於香港專業進修學校修讀社會工作高級文憑，之後再進一步修讀香港公開大學社會科學課程。
陸頌雄喜歡運動尤其是足球，經常關注本地足球運動發展。因為他被指指外形似《少林足球》中的角色「醬爆」，所以他有「靚仔醬爆」這一綽號。

## 政治生涯
在2003年區議會選舉中，陆颂雄代表民建联在新成立的天恒選區當選，其後代表工联会，一直在天恒選區連任至2019年。2016年香港立法會選舉時，陆颂雄代表工联会在無競爭之下自動當選成為劳工界功能界别议员。他於當议员之前曾在廣華醫院任註冊護士學生以及在友邦保險任職理財顧問。另外，又在陈有海徐帆议员办事处担任议员助理。他是香港工会联合会元朗综合服务中心的助理主任。
2018年9月，陆颂雄會面英國議會跨黨派中國小組，並與前港督彭定康合照。亦有合照被陸頌雄改圖，將英國議員和泛民主派議員全部合成為彭定康的樣貌。
對於美國重新審視香港關係法，陆颂雄回應指香港獨立關稅區地位不需要美國人「恩賜」「施捨」，又指馬凱包庇陳浩天宣揚香港獨立，被拒入境符合入境政策。
陸頌雄在2019年香港區議會選舉中落敗，結束16年的區議員生涯。
2021年香港立法會選舉中，陸頌雄以1,178票，在選舉委員會界別當選。

## 家庭生活
陸頌雄已婚，並育有一子。